# Georges Jean Albert Chaulet
Pour les articles homonymes, voir Chaulet.
Georges Jean Albert Chaulet,  né le 28 juin 1858 à Agen (Lot-et-Garonne) et mort le 24 février 1925 à Soustons (Landes), est un homme politique français.

## Biographie
Négociant à Dax, il est député des Landes de 1908 à 1919, inscrit au groupe de la Gauche radicale.

### Sources
- « Georges Jean Albert Chaulet », dans le Dictionnaire des parlementaires français (1889-1940), sous la direction de Jean Jolly, PUF, 1960 [détail de l’édition]